# Marco Martinelli (regista)
Marco Martinelli (Reggio Emilia, 14 agosto 1956) è un drammaturgo e regista teatrale italiano.

## Biografia
Nel 1977 sposa Ermanna Montanari e insieme cominciano il proprio apprendistato teatrale, lavorando fino al 1983 in diversi gruppi e allestendo testi di Samuel Beckett, Georg Büchner e Achille Campanile.
Nel 1983 fonda, insieme a Montanari, Luigi Dadina e Marcella Nonni, il Teatro delle Albe: opera nella compagnia in qualità di drammaturgo e regista.

### Ravenna Teatro
Nel 1991 è nominato direttore artistico di Ravenna Teatro, "Teatro Stabile di Innovazione"; nel 1996, in qualità di direttore artistico, ritira per Ravenna Teatro il Premio Ubu "per l'impegno e la ricerca linguistica", mentre nel 1997 vince il Premio Ubu per la drammaturgia di All'inferno!. Infine è del giugno 1999 il Premio Hystrio a lui attribuito per la regia.
Nel maggio 2000 esce per la Ubulibri il volume “Jarry 2000", che racconta i lavori, Perhindérion e I Polacchi, ispirati all'opera di Alfred Jarry. I Polacchi ha ricevuto tre candidature al Premio Ubu 1999 ("miglior spettacolo", "miglior regia", "miglior attore under 30").
Dopo una lunga residenza in Belgio debutta nel 2010 a Mons, in Belgio, detto Molière. Secondo spettacolo del dittico molieriano, L'avaro debutta nell'aprile 2010, che vede impegnata l'intera compagnia del Teatro delle Albe.
Insieme a Ermanna Montanari inizia un percorso sulla Divina Commedia, prodotto da Ravenna Festival, che prende avvio nel 2017 con "Inferno" e prevede la realizzazione delle tre cantiche dantesche nel 2021, settimo centenario della morte di Dante Alighieri. Il progetto si estende poi allo spettacolo Il purgatorio dei poeti, messo in scena a Genova nell'aprile 2022 in collaborazione con Fondazione Luzzati - Teatro della Tosse, Teatro Akropolis e Università di Genova.

### Lirica
Nel campo della lirica Marco Martinelli firma la regia de La locandiera di Pietro Auletta (1997), prodotto da Ravenna Festival, Lucrezia Borgia di Gaetano Donizetti (2001), una produzione del Teatro Comunale di Bologna, e Opera Nova, (2014), una produzione del Teatro Lirico Sperimentale di Spoleto, testi dello stesso Martinelli su musiche di Cristian Carrara.

### Didattica
Tra il 2003 e il 2004 dirige il corso di nove mesi Epidemie-percorso per la crescita professionale dell'attore. Martinelli è fondatore, insieme a Maurizio Lupinelli, della non-scuola del Teatro delle Albe, esperienza teatrale all'interno delle scuole superiori di Ravenna nata nel 1991.
Nel 2007 nasce Punta corsara, sempre per la direzione artistica di Martinelli, col sostegno della Fondazione Campania Festival, che crea un teatro a Scampia.

### Cinema
Nel 2017 il suo primo film, Vita agli arresti di Aung San Suu Kyi, con protagonista Ermanna Montanari e con la partecipazione di Sonia Bergamasco e Elio De Capitani.
Nel 2019 viene presentato a Nairobi il secondo film di Martinelli, The Sky over Kibera, un mediometraggio a partire dalla Divina Commedia realizzata nel più grande slum del Kenya, Kibera, con 150 bambini e adolescenti di diverse scuole.
Nel 2020 viene presentato al Filmmaker Festival di Milano Er, film che ripercorre la carriera di Ermanna Montanari, attrice quattro volte Premio Ubu.

## Opere
Dal 1986, Martinelli ha pubblicato i suoi testi teatrali per numerose case editrici: Ravenna africana, Essegi, Ravenna, 1988; Teatro impuro, Danilo Montanari Editore, Ravenna, 1997; Jarry 2000, Ubulibri, Milano, 2000; Ravenna viso-in-aria, Longo Editore, Ravenna, 2003; Suburbia, molti Ubu in giro per il pianeta, libro+DVD, Ubulibri, Milano, 2008; LEBEN, operina in valigia, Editoria & Spettacolo, 2009; Rumore di acque, Editoria & Spettacolo, 2010, tradotto in francese da Jean-Paul Manganaro e pubblicato in Belgio da Lansman Editeur ; "Pantani", Luca Sossella editore, 2014; "Vita agli arresti di Aung San Suu Kyi", Luca Sossella editore, 2014; "Siamo asini o pedanti?", Cue Press, 2014; "Primavera eretica", insieme a Ermanna Montanari, Editoria Titivillus, 2014; "Farsi luogo" (varco al teatro in 101 movimenti), Cue Press, 2015, tradotto e pubblicato in Francia, Germania e Romania; "Slot Machine", Luca Sossella editore, 2015; "Aristofane a Scampia", Ponte alle Grazie, 2016, tradotto da Laurence Van Goethem e pubblicato in Francia da Editions Actes Sud, 2020; "Va pensiero", Cue Press, 2018; "Nel nome di Dante", Ponte alle Grazie, 2019; "Drammi al presente. Salmagundi. Rumore di acque", a cura di Gerardo Guccini, Editoria & Spettacolo, 2020.  
Sulla drammaturgia di Martinelli sono stati pubblicati "Monade e coro. Conversazioni con Marco Martinelli", a cura di Francesca Montanino, Editoria e Spettacolo, 2006, e la monografia di Maria Dolores Pesce "Marco Martinelli. Un drammaturgo corsaro", Editoria & Spettacolo, 2018. Nel volume "Pianura" di Marco Belpoliti, Einaudi, 2021, l'autore dedica un intero capitolo al ritratto di Martinelli e della sua pedagogia teatrale dal titolo "San Martino e il mantello". Nel 2021 esce presso Luca Sossella editore il volume di Laura Mariani "Il teatro nel cinema. Tre film di Marco Martinelli e Ermanna Montanari".
Nel 2023, edito da Akropolis Libri, pubblica Coro, saggio in 35 parti dedicato al tema del lavoro di teatro corale. Nel 2024 escono il volume "La non-scuola di Marco Martinelli" di Francesca Saturnino, edito da Luca Sossella; un'antologia di due volumi di drammaturgie di Martinelli, "Teatro", a cura di Valentina Valentini, pubblicati da Marsilio; la drammaturgia "Lettere a Bernini", pubblicata nella Collezione Teatro di Einaudi.

## Premi e riconoscimenti
- Premio Ubu
  - 1996/1997: Premio speciale "Cantiere di sperimentazione linguistica" per Ravenna Teatro
  - 1997/1998: Miglior drammaturgia per All'inferno
  - 2006/2007: Migliore regia per Sterminio di Werner Schwab
  - 2006/2007: Miglior novità di un testo straniero per Sterminio
  - 2012: Premio speciale per Eresia della felicità e alla Non-scuola
  - 2013: Nuovo testo italiano o ricerca drammaturgica per Pantani
  - 2017: Miglior progetto curatoriale per Inferno - chiamata pubblica dantesca
- Premio MESS
  - 2003: Miglior regia per I Polacchi
- Altri premi
  - Premio Hystrio-altre muse (2010)
  - Premio IDfest - Incontra il teatro che cambia (2011)
  - Premio all'Intercultura della città di Ravenna (2011)
  - Premio Teodorico - Settore cultura (2015)